# Gunungsari (Sukanagara)
Gunungsari is een bestuurslaag in het regentschap Cianjur van de provincie West-Java, Indonesië. Gunungsari telt 4859 inwoners (volkstelling 2010).